# 林家たま平
林家 たま平（はやしや たまへい、1994年〈平成6年〉5月29日 - ）は、日本の落語家、落語協会所属の二ツ目、俳優、ラジオパーソナリティ。父親は師匠でもある九代目林家正蔵。弟は林家ぽん平。叔父は二代目林家三平。祖父は初代林家三平、曽祖父は七代目林家正蔵。本名∶海老名 泰良。
東京都台東区根岸出身。血液型O型。身長165cm。ねぎし事務所所属。明治大学付属中野高等学校卒業。愛称はたまちゃん

## 来歴

### 入門前
1994年（平成6年）5月29日、林家こぶ平（当時）・海老名有希子夫婦の第二子の長男として
東京都台東区根岸に生まれる。父のこぶ平（当時）から「泰良」と命名される。名前の由来は祖父・初代三平の本名の「泰一郎」から泰の字を取ったものである。
入門前の6歳頃から「林家こぶた」名義で初代三平一門（こん平一門）の高座に上がっていた。また、2歳下の弟・泰宏も「林家よろこぶ」名義で、幼い頃から初代三平一門の高座に上がっていた。
2007年4月 、台東区立根岸小学校を卒業し、明治大学付属中野中学校に入学する。以後、中学、高校と同校で過ごす。なお、明治大学付属中野中学校・高等学校時代にはラグビー部に所属していた（計6年間）。
なお、中学卒業時（2010年）に父・九代正蔵（泰孝）に弟子入り志願するが、「高校（卒業）まではしっかりやれ」と断られている。

### 入門後
高校卒業後の2013年4月、実の父である九代目林家正蔵の七番弟子として入門した。1年4か月の見習いを経て2014年8月に前座となる。前座名は、「たま平（たまへい）」。
2017年11月、春風一刀とともに二ツ目に昇進した。親子4代に渡って落語家になるのは落語界で史上初の快挙である。
2019年、日曜劇場『ノーサイドゲーム』（TBSテレビ）の佐々一 役にてドラマ初出演を果たした。
2019年11月には『めざましテレビ』（フジテレビ）のマンスリーエンタメプレゼンターを務め、軽部真一アナウンサーと鈴木唯アナウンサーと共にエンタメ情報を伝えた。また、『笑点特大号』の若手大喜利にも座布団運びとして不定期出演をしており、叔父・二代目三平が『笑点』が降板するまでたびたび三平とも共演していた。
また、2020年からは『The BAY☆LINE』（bayfm）の水曜日担当として初のラジオのレギュラー番組を持つこととなった（2022年まで）。
2022年からは林家あんこ・金原亭小駒と共に二つ目の二世落語家の落語会である「若旦那の会」の公演を行っている。
2023年にはドラマ『大富豪同心』（NHK）に粽三郎 役として出演した。同ドラマのナレーションは父である正蔵が務めており、劇中での接点は無いものの親子初共演ドラマとなった。

## 略歴・芸歴
- 1994年5月29日 - 林家こぶ平（当時）と妻・有希子の長男として生まれる（上に姉が1人いる）。祖父・初代三平の本名である泰一郎にちなみ「泰良」と命名される。
- 1996年7月31日 - 弟の泰宏（後の林家ぽん平）が誕生する。
- 2001年4月 - 祖父、父が通った台東区立根岸小学校に入学する。
- 2007年4月 - 明治大学付属中野中学校に入学する。中学入学後はラグビー部に所属する。
- 2010年3月 - 中学を卒業する。
- 2010年4月 - 明治大学付属中野高等学校に入学する。中学時代と同じくラグビー部に所属する。
- 2013年3月 - 高校を卒業する。
- 2013年4月 - 父・九代目林家正蔵の七番弟子として入門し、落語界初の四世落語家として歩み出す。
- 2014年8月 - 1年半の見習いを経て前座となる。前座名「たま平」。
- 2017年11月 - 二ツ目に昇進する。
- 2019年 - テレビドラマ『ノーサイドゲーム』にてテレビドラマ初出演。
- 2020年 - The BAY☆LINEにてラジオパーソナリティ初挑戦（レギュラー番組）。

## 人物・エピソード
- 幼少よりピアノや、日本舞踊、のちには三味線を習うなど芸事に親しむ。なかでも日本舞踊（紫派藤間流）は、藤間良乃弥の名執名[5]を許され、自身の二ツ目昇進披露公演では演目のひとつとして舞踊「三番叟」を披露した。
- 明大中野中高でラグビー部に属した経験を買われ出演したドラマ「ノーサイド・ゲーム」では共演した元日本代表の主将、廣瀬俊朗と知己を得て、独演会にゲストで登壇してもらうほどになった。
- ノーサイド・ゲームで共演したプロレスラーの飯野雄貴とは、高校時代にラグビーの試合で対戦したことがある[6]。
- 中学、高校時代ラグビー部であったためラグビーのイメージが強いが、小学校時代は野球少年であった。また、弟の泰宏（ぽん平）も中学、高校と野球部に所属する野球少年であった。
- 中学、高校時代のラグビー経験を活かし、高校ラグビー応援番組のナビゲーターに就任している。
- 祖父の初代三平と同じく天然パーマである。
- 『必殺仕事人』では岸優太への江戸言葉の指導を行った。
- 父の九代目正蔵と共に、ジャニーズJr.の美 少年のメンバーに落語の指導を行った。
- The BAY☆LINEで共演していた岡田ロビン翔子からはたまちゃんと呼ばれている。

## 著名な家族

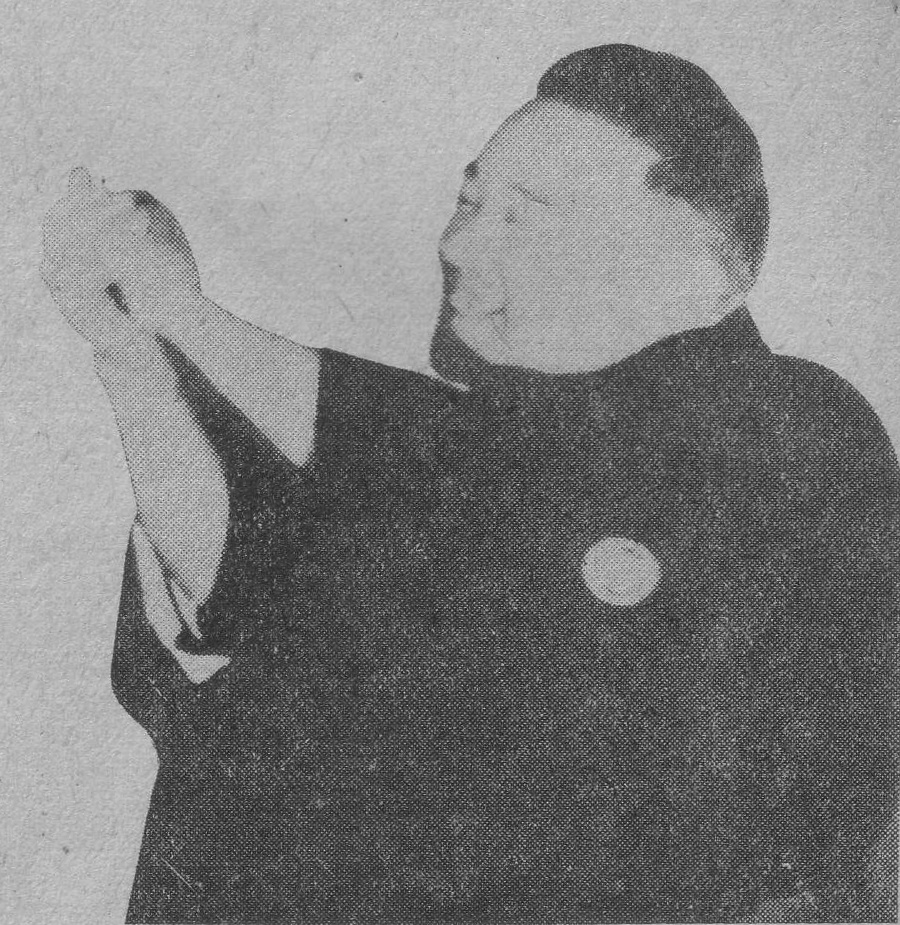
曾祖父の七代目 林家正蔵

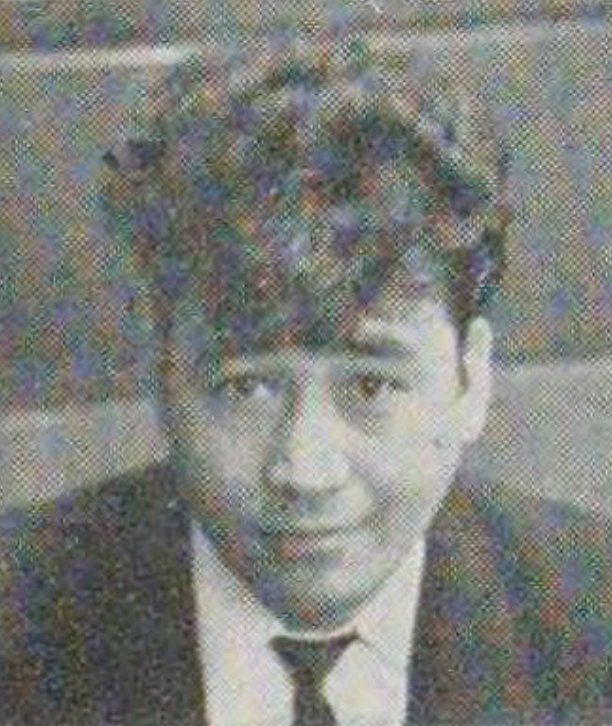
祖父の初代 林家三平

- 曽祖父：7代目 林家正蔵
- 祖父:初代 林家三平
- 祖母:海老名香葉子
- 大伯父：中根喜三郎（祖母・香葉子の兄）
- 父:9代目 林家正蔵
- 母:海老名有希子
- 姉:海老名あづき（一般人）
- 弟：林家ぽん平 [7]（落語協会前座）
- 伯母:海老名美どり、泰葉
- 伯父：峰竜太（伯母・美どりの夫）
- 従兄:下嶋兄（峰・美どり夫妻の長男）
- 叔父：2代目 林家三平
- 叔母:国分佐智子（叔父・2代目三平の妻）

### 家系図
九代目林家正蔵と海老名有希子の長男で、初代林家三平と海老名香葉子の孫。弟に林家ぽん平。叔父にニ代林家三平。
|        |        |        |        | 七代目 林家正蔵 | 七代目 林家正蔵 | 七代目 林家正蔵 | 七代目 林家正蔵 | 七代目 林家正蔵 | 七代目 林家正蔵 |              |              |              |              |              |              | 中根音吉     | 中根音吉     | 中根音吉 | 中根音吉 | 中根音吉   | 中根音吉   |            |            |                 |                 |                 |                 |                 |                 |            |            |                 |                 |                 |                 |                 |                 |  |  |            |            |            |            |            |            |
|        |        |        |        | 七代目 林家正蔵 | 七代目 林家正蔵 | 七代目 林家正蔵 | 七代目 林家正蔵 | 七代目 林家正蔵 | 七代目 林家正蔵 |              |              |              |              |              |              | 中根音吉     | 中根音吉     | 中根音吉 | 中根音吉 | 中根音吉   | 中根音吉   |            |            |                 |                 |                 |                 |                 |                 |            |            |                 |                 |                 |                 |                 |                 |  |  |            |            |            |            |            |            |
|        |        |        |        |                 |                 |                 |                 |                 |                 |              |              |              |              |              |              |              |              |          |          |            |            |            |            |                 |                 |                 |                 |                 |                 |            |            |                 |                 |                 |                 |                 |                 |  |  |            |            |            |            |            |            |
|        |        |        |        | 初代 林家三平   | 初代 林家三平   | 初代 林家三平   | 初代 林家三平   | 初代 林家三平   | 初代 林家三平   |              |              | 海老名香葉子 | 海老名香葉子 | 海老名香葉子 | 海老名香葉子 | 海老名香葉子 | 海老名香葉子 |          |          | 中根喜三郎 | 中根喜三郎 | 中根喜三郎 | 中根喜三郎 | 中根喜三郎      | 中根喜三郎      |                 |                 |                 |                 |            |            |                 |                 |                 |                 |                 |                 |  |  |            |            |            |            |            |            |
|        |        |        |        | 初代 林家三平   | 初代 林家三平   | 初代 林家三平   | 初代 林家三平   | 初代 林家三平   | 初代 林家三平   |              |              | 海老名香葉子 | 海老名香葉子 | 海老名香葉子 | 海老名香葉子 | 海老名香葉子 | 海老名香葉子 |          |          | 中根喜三郎 | 中根喜三郎 | 中根喜三郎 | 中根喜三郎 | 中根喜三郎      | 中根喜三郎      |                 |                 |                 |                 |            |            |                 |                 |                 |                 |                 |                 |  |  |            |            |            |            |            |            |
|        |        |        |        |                 |                 |                 |                 |                 |                 |              |              |              |              |              |              |              |              |          |          |            |            |            |            |                 |                 |                 |                 |                 |                 |            |            |                 |                 |                 |                 |                 |                 |  |  |            |            |            |            |            |            |
|        |        |        |        |                 |                 |                 |                 |                 |                 |              |              |              |              |              |              |              |              |          |          |            |            |            |            |                 |                 |                 |                 |                 |                 |            |            |                 |                 |                 |                 |                 |                 |  |  |            |            |            |            |            |            |
| 峰竜太 | 峰竜太 | 峰竜太 | 峰竜太 | 峰竜太          | 峰竜太          |                 |                 | 海老名美どり    | 海老名美どり    | 海老名美どり | 海老名美どり | 海老名美どり | 海老名美どり |              |              | 泰葉         | 泰葉         | 泰葉     | 泰葉     | 泰葉       | 泰葉       |            |            | 九代目 林家正蔵 | 九代目 林家正蔵 | 九代目 林家正蔵 | 九代目 林家正蔵 | 九代目 林家正蔵 | 九代目 林家正蔵 |            |            | 二代目 林家三平 | 二代目 林家三平 | 二代目 林家三平 | 二代目 林家三平 | 二代目 林家三平 | 二代目 林家三平 |  |  | 国分佐智子 | 国分佐智子 | 国分佐智子 | 国分佐智子 | 国分佐智子 | 国分佐智子 |
| 峰竜太 | 峰竜太 | 峰竜太 | 峰竜太 | 峰竜太          | 峰竜太          |                 |                 | 海老名美どり    | 海老名美どり    | 海老名美どり | 海老名美どり | 海老名美どり | 海老名美どり |              |              | 泰葉         | 泰葉         | 泰葉     | 泰葉     | 泰葉       | 泰葉       |            |            | 九代目 林家正蔵 | 九代目 林家正蔵 | 九代目 林家正蔵 | 九代目 林家正蔵 | 九代目 林家正蔵 | 九代目 林家正蔵 |            |            | 二代目 林家三平 | 二代目 林家三平 | 二代目 林家三平 | 二代目 林家三平 | 二代目 林家三平 | 二代目 林家三平 |  |  | 国分佐智子 | 国分佐智子 | 国分佐智子 | 国分佐智子 | 国分佐智子 | 国分佐智子 |
|        |        |        |        |                 |                 |                 |                 |                 |                 |              |              |              |              |              |              |              |              |          |          |            |            |            |            |                 |                 |                 |                 |                 |                 |            |            |                 |                 |                 |                 |                 |                 |  |  |            |            |            |            |            |            |
|        |        |        |        |                 |                 |                 |                 |                 |                 |              |              |              |              |              |              |              |              |          |          |            |            |            |            |                 |                 |                 |                 |                 |                 |            |            |                 |                 |                 |                 |                 |                 |  |  |            |            |            |            |            |            |
|        |        |        |        | 下嶋兄          | 下嶋兄          | 下嶋兄          | 下嶋兄          | 下嶋兄          | 下嶋兄          |              |              |              |              |              |              |              |              |          |          | 林家たま平 | 林家たま平 | 林家たま平 | 林家たま平 | 林家たま平      | 林家たま平      |                 |                 | 林家ぽん平      | 林家ぽん平      | 林家ぽん平 | 林家ぽん平 | 林家ぽん平      | 林家ぽん平      |                 |                 |                 |                 |  |  |            |            |            |            |            |            |

## 主な出演

### テレビ出演
- ザ・ノンフィクション「たま平、しっかりしろ!」（フジテレビ、2018年10月7日）[8]
- めざましテレビ（フジテレビ、2019年11月） - 2019年11月度マンスリーエンタメプレゼンター
- 今日から友達になれますか?（2019年11月25日）
- ダブルベッド SEVEN DAY LOVER Episode4（#17 - #21）（TBSテレビ、2020年2月27日 - 3月26日）
- ボクらの時代（2020年1月5日〉 - 祖母・海老名香葉子と父・正蔵と出演。
- サンデージャポン
- 徹子の部屋（2018年3月5日、2020年2月25日） - 祖母・海老名香葉子と出演。
- 真相報道バンキシャ!
- 踊る!さんま御殿!! - 従兄・下嶋兄と共演。
- 爆笑ヒットパレード（2020年1月1日）
- 今夜はナゾトレ（2020年2月18日）
- メレンゲの気持ち - 父・正蔵と出演。
- ヒロミ&指原の恋のお世話はじめました（2回出演）
- 林家たま平の青春スクラム（2021年11月4日-2022年11月頃） - 冠番組
- 美の壺（2022年4月15日、NHK BShi）

### テレビドラマ
- 日曜劇場『ノーサイド・ゲーム』（TBSテレビ、2019年7月7日 - 9月15日） - 佐々一 役
- 必殺仕事人2020（2020年） - くま八
- 月曜プレミア8『再雇用警察官3』（2021年12月13日、テレビ東京） - 浅野正彦 役
- 「大富豪同心3」（2023年7月7日-8月11日、NHK） - 粽三郎 役

### 映画
- 男はつらいよ お帰り 寅さん（2019年）
- ゆとりですがなにかインターナショナル（2023年10月） - 脇田役

### ラジオ
- The BAY☆LINE（2020年4月1日 -2022年3月31日 、bayfm）[9][10]。レギュラー番組。
- 爆笑問題の日曜サンデー（2020年2月5日、TBSラジオ）
- TALIN`ONSUNDAY（2021年12月5日）
- ラジオ深夜便（2023年8月9日、NHKラジオ）
- レコレール（2023年10月3日）